# Tour der italienischen Rugby-Union-Nationalmannschaft nach Simbabwe 1985
| Tour der Italiener nach Simbabwe 1985 | Tour der Italiener nach Simbabwe 1985 | Tour der Italiener nach Simbabwe 1985 | Tour der Italiener nach Simbabwe 1985 | Tour der Italiener nach Simbabwe 1985 |
| Übersicht                             | S                                     | G                                     | U                                     | N                                     |
| ------------------------------------- | ------------------------------------- | ------------------------------------- | ------------------------------------- | ------------------------------------- |
| Test Matches                          | 2                                     | 2                                     | 0                                     | 0                                     |
| Sonstige Spiele                       | 4                                     | 3                                     | 0                                     | 1                                     |
| Gesamt                                | 6                                     | 5                                     | 0                                     | 1                                     |
|                                       |                                       |                                       |                                       |                                       |
| Simbabwe                              | 2                                     | 2                                     | 0                                     | 0                                     |

Die Tour der italienischen Rugby-Union-Nationalmannschaft nach Simbabwe 1985 umfasste eine Reihe von Freundschaftsspielen der italienischen Rugby-Union-Nationalmannschaft. Sie reiste von Mitte Juni bis Anfang Juli 1985 durch Simbabwe und bestritt während dieser Zeit sechs Spiele. Darunter waren zwei Test Matches gegen die simbabwische Nationalmannschaft, die beide gewonnen werden konnten. Hinzu kamen vier Spiele gegen Auswahlteams, bei denen drei Siege und eine Niederlage resultierten.

## Spielplan
- Hintergrundfarbe grün = Sieg
- Hintergrundfarbe rot = Niederlage

(Test Matches sind grau unterlegt; Ergebnisse aus der Sicht Italiens)
| # | Datum         | Gegner       | Ort      | Stadion        | Ergebnis |
| - | ------------- | ------------ | -------- | -------------- | -------- |
| 1 | 16. Juni 1985 | Mashonaland  | Harare   |                | 13:24    |
| 2 | 19. Juni 1985 | Matabeleland | Bulawayo |                | 38:12    |
| 3 | 22. Juni 1985 | Simbabwe     | Bulawayo | Hartsfield     | 25:6     |
| 4 | 26. Juni 1985 | Midlands     | Gweru    |                | 31:26    |
| 5 | 30. Juni 1985 | Simbabwe     | Harare   | Police Grounds | 12:10    |
| 6 | 02. Juli 1985 | Mashonaland  | Banket   |                | 20:9     |

## Test Matches
| 22. Juni 1985 | Simbabwe                                    | 6 : 25         | Italien                                                                                    | Hartsfield, Bulawayo Schiedsrichter: Deysel (Südafrika) |
| 22. Juni 1985 | Straftritte: Mansfield Dropgoals: Mansfield | (6:10) Bericht | Versuche: Mascioletti Pivetta Tebaldi Zanon Erhöhungen: Torresan (3) Straftritte: Torresan | Hartsfield, Bulawayo Schiedsrichter: Deysel (Südafrika) |

Aufstellungen:
- Simbabwe: Lance Bray, Malcolm Jellicoe, Neville Kloppers, Russell Labushagne, Grant Locke, Allan Mansfield, W. McIntosh, Roy Norris, Mike Renahan, Adrian Smith, Cliff Smith, Andy Tucker, Andy van Staden, Hugh Wallace, Douglas Watson
- Italien: Stefano Annibal, Franco Berni, Antonio Colella, Luigi De Joanni, Rino Francescato , Alessandro Ghini, Serafino Ghizzoni, Massimo Mascioletti, Giorgio Morelli, Giancarlo Pivetta, Stefano Romagnoli, Francesco Salvadego, Daniele Tebaldi, Claudio Torresan, Gianni Zanon 
 Auswechselspieler: Stefano Boccazzi, Fabio Gaetaniello

| 30. Juni 1985 | Simbabwe                                             | 10 : 12       | Italien                                               | Police Grounds, Harare Schiedsrichter: Kingsley Went (Simbabwe) |
| 30. Juni 1985 | Versuche: C. McIntosh C. Smith Erhöhungen: Mansfield | (4:6) Bericht | Straftritte: Bettarello (2) Dropgoals: Bettarello (2) | Police Grounds, Harare Schiedsrichter: Kingsley Went (Simbabwe) |

Aufstellungen:
- Simbabwe: Lance Bray, Malcolm Jellicoe, Neville Kloppers, Russell Labushagne, Allan Mansfield, Colin McIntosh, W. McIntosh, Mike Renahan, Adrian Smith, Cliff Smith, Andy Tucker, Andy van Staden, Hugh Wallace, Douglas Watson, Roy Watt
- Italien: Stefano Annibal, Franco Berni, Stefano Bettarello, Antonio Colella, Roberto Corvo, Fabio Gaetaniello, Alessandro Ghini, Serafino Ghizzoni, Massimo Mascioletti, Giorgio Morelli, Giancarlo Pivetta, Guido Rossi, Daniele Tebaldi, Claudio Torresan, Gianni Zanon  
 Auswechselspieler: Stefano Romagnoli